# Hugo Johnstone-Burt
Hugo Johnstone-Burt (Edimburgo, 10 ottobre 1988) è un attore australiano.

## Biografia
È cresciuto a Sydney dove entrambi i genitori lavoravano nella marina militare. Ha un fratello, che lavora nell'esercito, ed una sorella, avvocato. In una intervista ad Erin Miller del settimanale australiano TV Week ha raccontato di avere deciso di fare l'attore perché a scuola non era bravo in nessun'altra materia: <Ero una specie di clown e mi piaceva scimmiottare e fare ridere la gente, quindi ho frequentato il mio primo corso di recitazione e ho pensato "Bene, meraviglioso, posso fare questo per il resto della vita".>

I suoi genitori supportarono la sua decisione e all'età di 18 anni, dopo aver lasciato il Barker College, fece domanda per entrare al National Institute of Dramatic Art (NIDA). Gli venne però risposto che era ancora troppo giovane per frequentare e decise di intraprendere alcuni viaggi in Sud America, Stati Uniti, Inghilterra, Irlanda, Portogallo e Spagna. Dopo il suo ritorno in Australia fece una nuova audizione per il NIDA e questa volta fu accettato. Si è diplomato all' istituto nel 2009 e nella rappresentazione di diploma ha interpretato il ruolo di Jack in L'importanza di chiamarsi Ernesto.

## Carriera
Nei due anni successivi ha avuto piccoli ruoli nelle serie televisive Rake, Sea Patrol, Underbelly: The Golden Mile e nel film Before the Rain.

Una settimana prima del diploma al NIDA fu contattato per interpretare il cerebroleso Fish Lamb nell'adattamento televisivo del romanzo Cloudstreet dello scrittore australiano Tim Winton. Per prepararsi al ruolo Johnstone-Burt frequentò una casa di cura per persone con disabilità mentali. La miniserie andò in onda nel 2011 e per la sua interpretazione Johnstone-Burt ricevette una nomination come Best New Talent e come Most Outstanding Performance agli Australian Subscription Television and Radio Association (ASTRA) Awards del 2012
In seguito l'attore è apparso come Seb nel film Careless Love di John Duigan ed è entrato a fare parte del cast della serie televisiva Miss Fisher - Delitti e misteri, basata sui romanzi di Kerry Greenwood, nel ruolo dell'agente di polizia Hugh Collins. Sempre nel 2012 ha partecipato ad alcuni episodi della serie Tricky Business e della serie Home and Away.
Nel 2013 ha partecipato insieme a Magda Szubanski alla commedia musicale Goddess, mentre nel 2014 ha recitato nel film australiano San Andreas, in uscita nel 2015.

## Filmografia

### Cinema
- Nicky Two-Tone, regia di Nicholas Clifford (2009) - cortometraggio
- Before the Rain, regia di Craig Boreham, Nick Clifford, Stephen de Villiers e CJ Johnson (2010)
- Search, regia di Jonathan Tyler (2010) - cortometraggio
- Feeling Lucky, regia di Tony Prescott (2010) - cortometraggio
- Careless Love, regia di John Duigan (2012)
- Goddess, regia di Mark Lamprell (2013)
- San Andreas, regia di Brad Peyton (2015)
- The ATM, regia di Rick Donald (2016)
- Combination Fried Rice (2018) - cortometraggio
- Miss Fisher e la cripta delle lacrime (Miss Fisher and the Crypt of Tears), regia di Tony Tilse (2020)

### Televisione
- Underbelly – serie TV, episodi 3x12-3x13 (2010)
- Rake – serie TV, episodio 1x07 (2010)
- Sea Patrol – serie TV, episodio 5x02 (2011)
- Cloudstreet – serie TV, episodio 1x03 (2011)
- Tricky Business – serie TV, 5 episodi (2012)
- Mr & Mrs Murder – serie TV, episodio 1x01 (2013)
- Home and Away – serie TV, 27 episodi (2012-2013)
- Dance Academy – serie TV, episodio 3x03 (2013)
- Love Child – serie TV, episodio 1x07 (2014)
- Miss Fisher - Delitti e misteri (Miss Fisher's Murder Mysteries) – serie TV, 34 episodi (2012-2015)
- The Wrong Girl – serie TV, 18 episodi (2016-2017)

## Riconoscimenti[2]
- Nomination come Best New Talent e come Most Outstanding Performance agli ASTRA Awards del 2012 per l'interpretazione di Fish Lamb in Cloudstreet